# Havenpolder
De Havenpolder is een polder ten westen van Ter Hole, die behoort tot de Polders tussen Lamswaarde en Hulst.
Dit was aanvankelijk een, omstreeks 1237 door de monniken van de Abdij van Boudelo ingedijkte, Oudlandpolder. Ze werd geïnundeerd tijdens de Oostenrijkse Successieoorlog (1740-1748), om de Fransen tegen te houden. Herdijking volgde in 1755. Binnen de polder liggen de buurtschappen De Kraai en Ossenhoek.
De polder is vernoemd naar de Saxvliet, een voormalige toegangsgeul tot de haven van Hulst.
Burghpolder · Clinge- en Kieldrechtpolders · Clingepolder · Dullaertpolder · Eekenissepolder · Graauwsche Polders · Havenpolder · Hertogin Hedwigepolder · Hoof- en Molenpolder · Hooglandpolder · Kieldrechtpolders · Kievitpolder · Kleine Molenpolder · Koningin Emmapolder · Langendampolder · Louisapolder · Mariapolder (Hulst) · Melopolder · Mispadpolder · Molenpolder (Hulst) · Nijspolder · Noordhofpolder · Oude Graauwpolder · Oudelandpolder · Polders tussen Lamswaarde en Hulst · Polders van Hontenisse en Ossenisse · Saaftingepolders · Saeftingepolder · Ser-Pauluspolder · Stoofpolder · Van Alsteinpolder · Vitshoek · Willem-Hendrikspolder · Zandpolder · Zoutepolder